# Воздушный компонент Бельгии
Воздушный компонент Бельгии (ранее — Военно-воздушные силы Бельгии, нидерл. Luchtcomponent, фр. Composante air) — структура в составе Вооружённых сил Бельгии, ответственная за ведение боевых действий в воздухе.
Бельгийская армия получила первые самолёты в 1911 году. ВВС Бельгии принимали участие в Первой и Второй мировых войнах. В октябре 1946 года были выделены в самостоятельный вид вооружённых сил. В 2002 году ВВС Бельгии прекратили существование и вошли в состав единой структуры вооружённых сил как Воздушный компонент.

## История
В 1910 году на аэродроме Кивит рядом с Хасселтом начала действовать первая военная лётная школа Бельгии. Таким образом, этот аэродром стал первой военной авиабазой Бельгии.
В апреле 1919 года ВВС Бельгии состояли из восьми эскадрилий, три из них были истребительными, на вооружении которых числились самолёты типов Hanriot HD.1, Sopwith Camel, Nieuport XVII, Spad VII и Fokker D. VII.
В марте 1920 года лётная школа из Этампе переехала в Ювиси. После этого началось наращивание численности ВВС.
С 1922 по 1931 годы в них была собрана интересная коллекция иностранных самолётов. Среди них были 30 D.H.9, 87 Nieuport-Delage 29C-1, 45 разведчиков-бомбардировщиков Ansaldo A.300/4, 20 Morane-Saulnier Parasol (1923), 21 учебных Avro 504K, 15 D.H.4, 40 Bristol 17 F2B Mk.IV, 39 Avia B.H. 21 и 146 Breguet 19.
В период с 1924 по 1929 годы ВВС Бельгии приобрели 98 самолётов подобных типов. В конечном счёте численность авиации составила 8 авиагрупп, содержащих 29 эскадрилий (4 аэростатных, 6 наблюдательных, 4 воздушной поддержки, 5 истребительных, 3 разведывательных, 4 технических и 3 учебных). Эти группы базировались в Целлике, Гётценховене, Эвере, а учебные эскадрильи переехали в Вефельген.
В 1926 году авиагруппы были преобразованы в 3 полка. Из-за серьёзных бюджетных ограничений один из полков был расформирован, однако в конце 1929 года появились ещё 2 полка.
Личный состав авиаполков составлял 1990 человек, самолётов первой линии было 234 (из них 36 учебных). В 1935 году ВВС стали одной из двух составляющих частей Командования ПВО. Второй была зенитная артиллерия.
По лицензии компания Ateliers Renard в Эвере построила 10 монопланов Renard R.31, ещё 26 были построены фирмой SABCA с 1935 по 1937 год. Кроме того, в 1938 году в Великобритании были закуплены 22 самолёта Gloster Gladiator, в сентябре 1938 года были заказаны 2 Fox VII и 20 истребителей Hawker Hurricane I.
К марту 1939 года были построены по лицензии 80 Харрикейнов. Бельгийские Харрикейны были вооружены четырьмя пулемётами 50 калибра, хотя оригинальная британская версия имела восемь пулемётов 30 калибра.
Также бельгийцы заказали в США истребители Brewster Buffalo. Ко дню вторжения ВВС Бельгии состояли из 11 авиагрупп, в составе 73 эскадрилий, дислоцированных в Дёрне, Гётценховене, Биерсете, Шаффене, Нивеле и Эвере.

## Структура

Структура Воздушного компонента Бельгии в 2017 году

- Штаб-квартира Воздушного компонента (Эвере)[6]
  - Центр управления воздушным движением (Семмерзаке[англ.])
  - Центр управления и отчётов (авиабаза Бовешен[англ.], отчёты идут в Интегрированную систему противовоздушной обороны НАТО[англ.], Комбинированный центр воздушных операций[англ.] Удем, Германия)
  - 1-е крыло[англ.] (авиабаза Бовешен[англ.])
    - 15-я эскадрилья (часть обучения и боевой переподготовки, AW109BA Hirundo)
    - 17-я эскадрилья (AW109BA Hirundo)
    - 18-я эскадрилья (NH90 TTH)
    - Эскадрилья прикрытия

  - 2-е тактическое крыло[англ.] (авиабаза Флорен[англ.])
    - 1-я эскадрилья[англ.] (F-16AM Falcon)
    - 350-я эскадрилья[англ.] (F-16AM Falcon)
    - Группа обслуживания
    - Группа прикрытия и поддержки

  - 10-е тактическое крыло[англ.] (авиабаза Клейне-Брогель[англ.])
    - 31-я эскадрилья[англ.] (F-16AM Falcon)
    - 349-я эскадрилья[англ.] (F-16AM Falcon)
    - Часть боевой переподготовки[англ.] (F-16BM Falcon)
    - Группа обслуживания
    - Группа прикрытия и поддержки

  - 15-е воздушно-транспортное крыло[англ.] (авиабаза Мельсбрек[англ.])
    - 20-я эскадрилья (C-130H Hercules, с 2020 года — Airbus A400M[7])
    - 21-я эскадрилья (Airbus A321, Falcon 900B, Embraer ERJ 135, Embraer ERJ 145)
    - Часть обучения и боевой переподготовки

  - Метеорологическое крыло[англ.] (авиабаза Бовешен)
    - Военный центр прогноза погоды
    - Метеорологическая школа
    - Мастерская обслуживания
    - Часть метеорологических коммуникаций

  - 11-я эскадрилья[англ.] ( авиабаза Казо[англ.], учебные (Alpha Jet E)
  - 40-я вертолётная эскадрилья[англ.] (авиабаза Коксейде[англ.], вертолёты NH90 NFH)
  - 80-я эскадрилья беспилотников[англ.] (авиабаза Флорен, БПЛА B-Hunter)
  - Центр компетенций Воздушного компонента (авиабаза Бовешен)
    - Лётная школа[англ.] (авиабаза Бовешен)
      - 5-я эскадрилья (учебные SF.260D/M+[англ.])
      - 9-я эскадрилья[англ.] (учебные SF.260D/M+)
      - Центр военных планеров (ранее — авиабаза Гётценховен[англ.], ныне — авиабаза Бовешен[англ.]; L21B Super Cub и ряд планеров)

    - Отряд K-9 (Ауд-Хеверле)

  - Директорат безопасности авиации (авиабаза Бовешен)

## Действующая техника
| Название                | Производство       | Тип                                | Вариант         | Всего на службе | Примечания               |                 |
| Боевые самолёты         | Боевые самолёты    | Боевые самолёты                    | Боевые самолёты | Боевые самолёты | Боевые самолёты          | Боевые самолёты |
| ----------------------- | ------------------ | ---------------------------------- | --------------- | --------------- | ------------------------ | --------------- |
| F-35 Lightning II       | США                | Многофункциональный                | F-35A           |                 | 35 заказано (в 2018)     |                 |
| F-16 Fighting Falcon    | США                | Многофункциональный                | F-16AM          | 45              |                          |                 |
| F-16 Fighting Falcon    | США                | Многофункциональный                | F-16BM          | 9               |                          |                 |
| Транспортные самолёты   |                    |                                    |                 |                 |                          |                 |
| Airbus A321             | Франция            | VIP-транспорт                      |                 | 1               |                          |                 |
| Embraer ERJ 145         | Бразилия           | VIP-транспорт                      |                 | 2               |                          |                 |
| Embraer ERJ 135         | Бразилия           | VIP-транспорт                      |                 | 1               |                          |                 |
| Airbus A400M            | Франция / Испания  | Тактический транспорт              |                 |                 | 7 заказано (в 2019)      |                 |
| C-130 Hercules          | США                | Тактический транспорт              | C-130H          | 7               |                          |                 |
| Вертолёты               |                    |                                    |                 |                 |                          |                 |
| Alouette III            | Франция            | Связь                              | SA316B          | 3               | Используется ВМС Бельгии |                 |
| NHI NH90                | Европейский союз   | Противолодочный / спасательный     | NFH             | 4               | Используется ВМС Бельгии |                 |
| NHI NH90                | Европейский союз   | Транспортный / общего пользования  | TTH             | 4               |                          |                 |
| Westland Sea King Mk.48 | Великобритания     | Спасательный                       |                 | 2               |                          |                 |
| AgustaWestland AW109    | Италия             | Разведывательный / противотанковый |                 | 17              |                          |                 |
| Учебные                 |                    |                                    |                 |                 |                          |                 |
| Alpha Jet               | Франция / Германия | Учебный / лёгкий боевой            |                 | 28              |                          |                 |
| SIAI-Marchetti SF.260   | Италия             | Учебный                            |                 | 32              |                          |                 |

## Опознавательные знаки

Опознавательный знак Воздушного компонента Бельгии
Знак на киль

### Эволюция опознавательных знаков
| Опознавательный знак | Знак на фюзеляж | Знак на киль | Когда использовался            | Порядок нанесения |
| -------------------- | --------------- | ------------ | ------------------------------ | ----------------- |
|                      |                 |              | 1915 — 1940                    |                   |
|                      |                 |              | 1945 — 1948                    |                   |
|                      |                 |              | с 1949 года по настоящее время |                   |

## Знаки различия

### Генералы и офицеры
| Категории               | Генералы      | Генералы           | Генералы          | Генералы         | Старшие офицеры | Старшие офицеры   | Старшие офицеры | Младшие офицеры     | Младшие офицеры   | Младшие офицеры | Младшие офицеры   |
| ----------------------- | ------------- | ------------------ | ----------------- | ---------------- | --------------- | ----------------- | --------------- | ------------------- | ----------------- | --------------- | ----------------- |
|                         |               |                    |                   |                  |                 |                   |                 |                     |                   |                 |                   |
| Бельгийское звание      | Generaal      | Luitenant-generaal | Generaal-majoor   | Brigade-generaal | Kolonel         | Luitenant-kolonel | Majoor          | Kapitein-commandant | Kapitein          | Luitenant       | Onderluitenant    |
| Российское соответствие | Генерал армии | Генерал-полковник  | Генерал-лейтенант | Генерал-майор    | Полковник       | Подполковник      | Майор           | Капитан             | Старший лейтенант | Лейтенант       | Младший лейтенант |

### Подофицеры и солдаты
| Категории               | Подофицеры        | Подофицеры    | Подофицеры | Сержанты и старшины  | Сержанты и старшины | Сержанты и старшины | Сержанты и старшины | Сержанты и старшины | Сержанты и старшины | Сержанты и старшины | Солдаты      | Солдаты |
| ----------------------- | ----------------- | ------------- | ---------- | -------------------- | ------------------- | ------------------- | ------------------- | ------------------- | ------------------- | ------------------- | ------------ | ------- |
|                         |                   |               |            |                      |                     |                     |                     |                     |                     |                     |              |         |
| Бельгийское звание      | Adjudant-majoor   | Adjudant-chef | Adjudant   | 1ste Sergeant-Majoor | 1ste Sergeant-chef  | 1ste Sergeant       | Sergeant            | 1ste Korporaal-chef | Korporaal-chef      | Korporaal           | 1ste Soldaat | Soldaat |
| Российское соответствие | Старший прапорщик | Прапорщик     | нет        | Старшина             | Старший сержант     | нет                 | Сержант             | нет                 | нет                 | Младший сержант     | Ефрейтор     | Рядовой |

## Внешние ссылки
- Официальная страница Воздушного компонента Бельгии  (англ.)  (нид.)  (фр.)
- Воздушный компонент Бельгии на сайте Scramble  (англ.)